# Arabeska (hudba)
Arabeska v hudebním pojetí je jednoduchou, rychlou skladbou, většinou s lehce molovým nádechem. Jejím znakem je povětšinou lehce parodizovaná střední část, ve které se molová část přenáší do durových partií. Je známa spíše ve svém původním francouzském názvu: arabesque. Námětem arabesky může být i orientální námět.
Arabesque je však velký pojem a paradoxem je, že nikdo přesně neví, o jaký typ skladby by se původně má (mělo) jednat. V umění se s ní často setkáváme, ale v hudbě je na každém hudebníkovi, jak pojme celý námět, či kompozici skladby. Tedy se dostáváme na neurčenou hudební formu, která je zcela závislá na interpretovi, či skladateli, který skladbu zkomponoval.
Příkladem arabesky může být třeba méně známá arabesque rubatto con fuoco, op.3 od soudobého skladatele Cédrika.